# Undisputed (альбом DMX)
Undisputed - сьомий студійний альбом американського репера DMX і останній, випущений за його життя. Його було випущено 11 вересня 2012 року на Seven Arts Music. Альбом дебютував під номером 19 у американському чарті Billboard 200, продавши 17,000 примірників, і досяг 2-го місця в R&B/Hip-Hop Albums. DMX записував цей альбом на піку своєї наркотичної залежності.

## Історія
11 жовтня 2011 року DMX виступив на BET Hip Hop Awards 2011. Він заявив, що працює «безперервно, щодня» над новим альбомом і планує випустити його до грудня 2012 року. Під час виступу в Нью-Йоркському клубі Santos Party House 25 грудня 2011 року DMX заявив, що новий альбом називатиметься Undisputed і вийде 26 березня 2012 року. Це пізніше підтвердив DMX через свій офіційний Твіттер-акаунт, де він також підтвердив, що його перший сингл планується випустити у січні 2012 року. Кліп на новий трек під назвою «Last Hope» було випущено через інтернет 24 вересня 2011 року. Пізніше його випустили на EP The Weight In і опустили з фінального релізу Undisputed.
Seven Arts Entertainment Inc. нещодавно придбала музичні активи Девіда Мічері, які включали частину музики DMX. DMX оголосив, що Undisputed вийде 27 березня 2012 року. Однак пізніше з'ясувалося, що DMX не планував випускати альбом цього дня, і ця дата була нав'язана йому лейблом звукозапису. Дата виходу альбому багато раз переносилась. Пізніше офіційний прес-реліз лейбла переніс цю дату на 11 вересня 2012 року. Він пожертвував перший тиждень продажу альбому жертвам терактів 11 вересня. В альбомі є лише один чоловічий гостьовий виступ репера Machine Gun Kelly. Передбачалося також, що до альбому увійдуть Шон Кінгстон, Тайріз Гібсон і Баста Раймс, але жоден із цих артистів не був включений до фінальної версії.

## Випуск та просування
15 травня 2012 року DMX та Dame Grease випустили предальбомний EP, який можна було скачати безкоштовно, під назвою The Weigh In за участю таких артистів, як Snoop Dogg, Big Stan та Tyrese. Він також включав продюсування репера і продюсера з Західного узбережжя Dr. Dre. Просуваючи свій альбом, DMX оголосив про тур на честь виходу альбому з 15 концертами Сполученими Штатами протягом червня і початку липня, потрапивши всюди від Нью-Йорка до Гаваїв.

## Сингли
6 січня 2012 року DMX виконав наживо перший сингл альбому «I Don't Dance» за участю MGK в Лонг-Біч. Його було випущено на iTunes 7 квітня 2012 року. DMX зняв відео на цю пісню також за участю MGK. Він також випустив закулісне відео. Прем'єра офіційного відео відбулася на каналі MTV Jams 23 червня 2012 року, а пізніше воно було завантажене на його YouTube-канал. У кліпі є камео Xzibit. DMX випустив другий сингл, «Head Up», 4 вересня 2012 року.
Після свого виходу Undisputed отримав загалом змішані відгуки музичних критиків. Крістофер Мінайя з XXL сказав: «Екс забезпечує більше гавкіт, ніж укусу в цьому обході, тому що він часто залишає слухачів спраглими більш лірично, в той час як вибір бітів відкритий для обговорення, тому що багато хто з них у кращому випадку перебуває на межі зриву. Такий ранній пік його кар'єри був даром його спадщини, але прокляттям його довголіття. В результаті фанати зі зрозумілих причин чекають ще однієї „Party Up“, але „I Don't Dance“ — це просто не те. Безперечно демонструє мало вражаючою ілюстрації X, але оновлює високий рівень пристрасті та енергії, яку він досягає у передачі слухачам. X тримався подалі від неприємностей, роблячи це на шоу та покращив свої репи з моменту зважування, тенденція, яку можна лише побажати, продовжується» У змішаному огляді Кен Капоб'янко пише для The Boston Globe «повертаючись після багатьох років саморуйнування кар'єри, він не наближається до того, щоб знову вловити інтенсивність та славні протиріччя своєї кращої роботи. Незважаючи на деякі відмінні удари від деяких його продюсерів Ruff Ryders, включаючи Swizz Beatz, MC щосили намагається підключитися до загрозливого, конфронтаційного гавкання, який зробив його зіркою»
Піт Ті з RapReviews сказав: «Іноді тріумфальне повернення Undisputed носить багато капелюхів і одягає більшість із них чудово. Тут ви знайдете його фірмові вуличні гімни, рясні, та гавкотом, пустельні монологи на адресу мовчазного Бога і нескінченне дослідження хронічно конфліктного характеру. Він не відкриває багато нового і не дає відчуття, що силоміць намагається повернути колишню славу. Дивно, але найприємніші пісні це не хардкорні. Натомість це R&B-ароматизовані „Cold World“ та „No Love“.»

### Комерційний успіх
Альбом дебютував під номером 19 на американському Billboard 200, продавши 17 000 копій, і став номером 2 у R&B/Hip-Hop альбомах.

## Список композицій
| #     | Назва                                         | Автор                                                                            | Продюсер(и)       | Тривалість |
| ----- | --------------------------------------------- | -------------------------------------------------------------------------------- | ----------------- | ---------- |
| 1.    | «Lookin' Without Seein'» (Intro)              | Earl Simmons, Anthony Parrino                                                    | Elite             | 0:50       |
| 2.    | «What They Don't Know»                        | Simmons, Kaseem Dean                                                             | Swizz Beatz       | 3:42       |
| 3.    | «Cold World» (за участю Andreena Mill)        | Simmons, Damon Blackman, Nick Zesses, Dino Fekaris                               | Dame Grease, Snaz | 4:04       |
| 4.    | «I Don't Dance» (за участю Machine Gun Kelly) | Simmons, Richard Colson Baker, J.R. Rotem                                        | J.R. Rotem        | 3:27       |
| 5.    | «Sucka for Love» (за участю Dani Stevenson)   | Simmons, Darius Harrison                                                         | Deezle            | 4:10       |
| 6.    | «I Get Scared» (за участю Rachel Taylor)      | Simmons, Blackman                                                                | Dame Grease       | 3:54       |
| 7.    | «Slippin' Again»                              | Simmons, Gertis Lamont McDowell                                                  | Bird              | 3:47       |
| 8.    | «Prayer» (Skit)                               | Simmons                                                                          | X                 | 1:42       |
| 9.    | «I'm Back»                                    | Simmons, Gertis Lamont McDowell, Leonard Caston Jr., Pamela Sawyer, Frank Wilson | Bird              | 2:33       |
| 10.   | «Have You Eva»                                | Simmons, Blackman, Barry Eastmond, Jolyon Skinner                                | Dame Grease       | 3:44       |
| 11.   | «Get Your Money Up»                           | Simmons                                                                          | Snaggs            | 2:21       |
| 12.   | «Head Up»                                     | Simmons, Maurice White                                                           | Tronzilla         | 4:31       |
| 13.   | «Frankenstein»                                | Simmons, Kannon Cross, Gregory Ford Jr.                                          | Caviar, G'Sparkz  | 2:34       |
| 14.   | «Ya'll Don't Really Know»                     | Simmons, Dean                                                                    | Swizz Beatz       | 2:38       |
| 15.   | «I Got Your Back» (за участю Kashmir)         | Simmons, Kannon Cross, Gregory Ford Jr.                                          | Caviar, G'Sparkz  | 3:15       |
| 16.   | «No Love» (за участю Andreena Mill)           | Simmons, Blackman, Barry White                                                   | Dame Grease, Snaz | 3:20       |
| 17.   | «Already»                                     | Simmons, Pat Gallo                                                               | Divine Bars       | 3:59       |
| 54:41 |                                               |                                                                                  |                   |            |

| Deluxe edition | Deluxe edition             | Deluxe edition     | Deluxe edition | Deluxe edition |
| #              | Назва                      | Автор              | Продюсер(и)    | Тривалість     |
| -------------- | -------------------------- | ------------------ | -------------- | -------------- |
| 18.            | «Fire» (за участю Kashmir) | Simmons, Blackman  | Dame Grease    | 3:13           |
| 19.            | «Fuck U Bitch»             | Simmons            | Elite          | 2:59           |
| 20.            | «Love That Bitch»          | Simmons, Pat Gallo | Divine Bars    | 3:20           |